# Cantón de Montauban-5
El cantón de Montauban-5 era una división administrativa francesa, que estaba situada en el departamento de Tarn y Garona y la región de Mediodía-Pirineos.

## Composición
El cantón estaba formado por una fracción de la comuna que le daba su nombre:
- Montauban (fracción)

## Supresión del cantón de Montauban-5
En aplicación del Decreto nº 2014-273 de 27 de febrero de 2014, el cantón de Montauban-5 fue suprimido el 22 de marzo de 2015 y la fracción de la comuna que le daba su nombre se unió con las demás fracciones para que, por medio de una reestructuración cantonal, fueran creados los nuevos cantones de Montauban-1, Montauban-2 y Montauban-3.